# Hemerocal·lidòidies
Hemerocallidoideae és el nom botànic d'una subfamília de plantes amb flors que forma part de la família de les asfodelàcies dins l'ordre Asparagals en les monocotiledònies, segons el sistema APG IV de 2016. Les primeres classificacions tractaven aquest grup dins la família Hemerocallidaceae. El seu nom deriva del gènere Hemerocallis. Els gèneres més extensos dins aquest tàxon són Dianella (amb 20 espècies), Hemerocallis (15), i Caesia (11).
Definit en sentit estricte les espècies d'aquest grup són plantes natives de zones temperades a tropicals d'Euràsia i Austràlia. També es troben a Nova Zelanda i en moltes de les Illes del Pacífic, oest d'America del Sud i Madagascar, però no a l'Àfrica sudsahariana ni a Amèrica del Nord. Definit en sentit ampli, el grup inclou el gènere Caesia.
El sistema APG III de 2009 va incloure aquesta subfamília Hemerocallidoideae dins la família Xanthorrhoeaceae sensu lato.
Hemerocallis fulva és una planta ornamental. Altres espècies d'Hemerocallis es cultiven en jardineria també. Hemerocallis citrina és una planta medicinal. Phormium tenax proporciona fibra a Nova Zelanda.

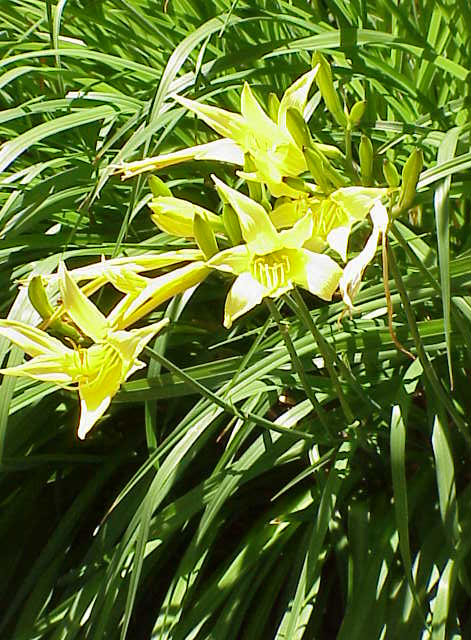
Hemerocallis thunbergii

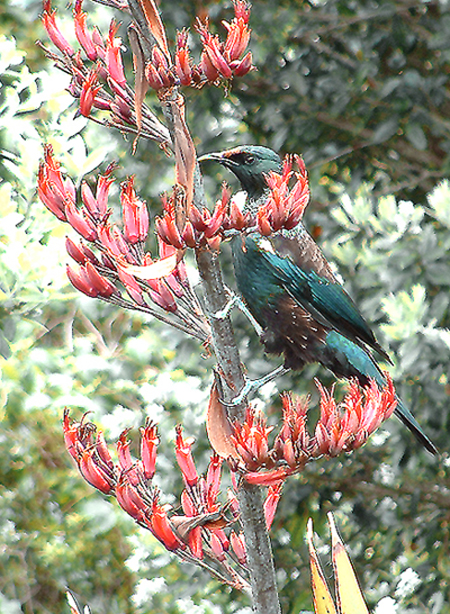
Inflorescència de Phormium tenax

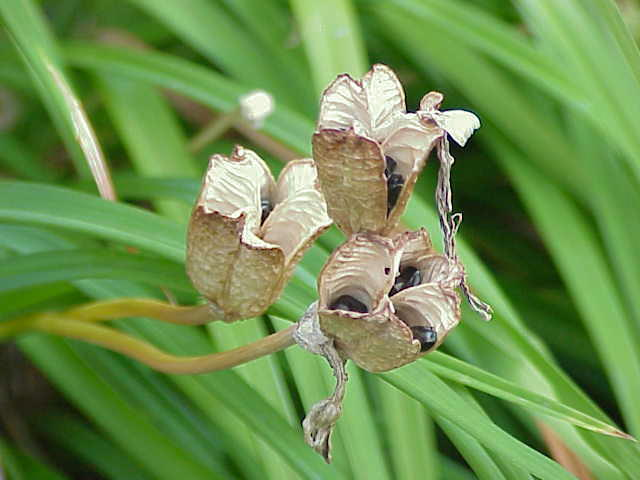
Fruits i llavors d'Hemerocallis

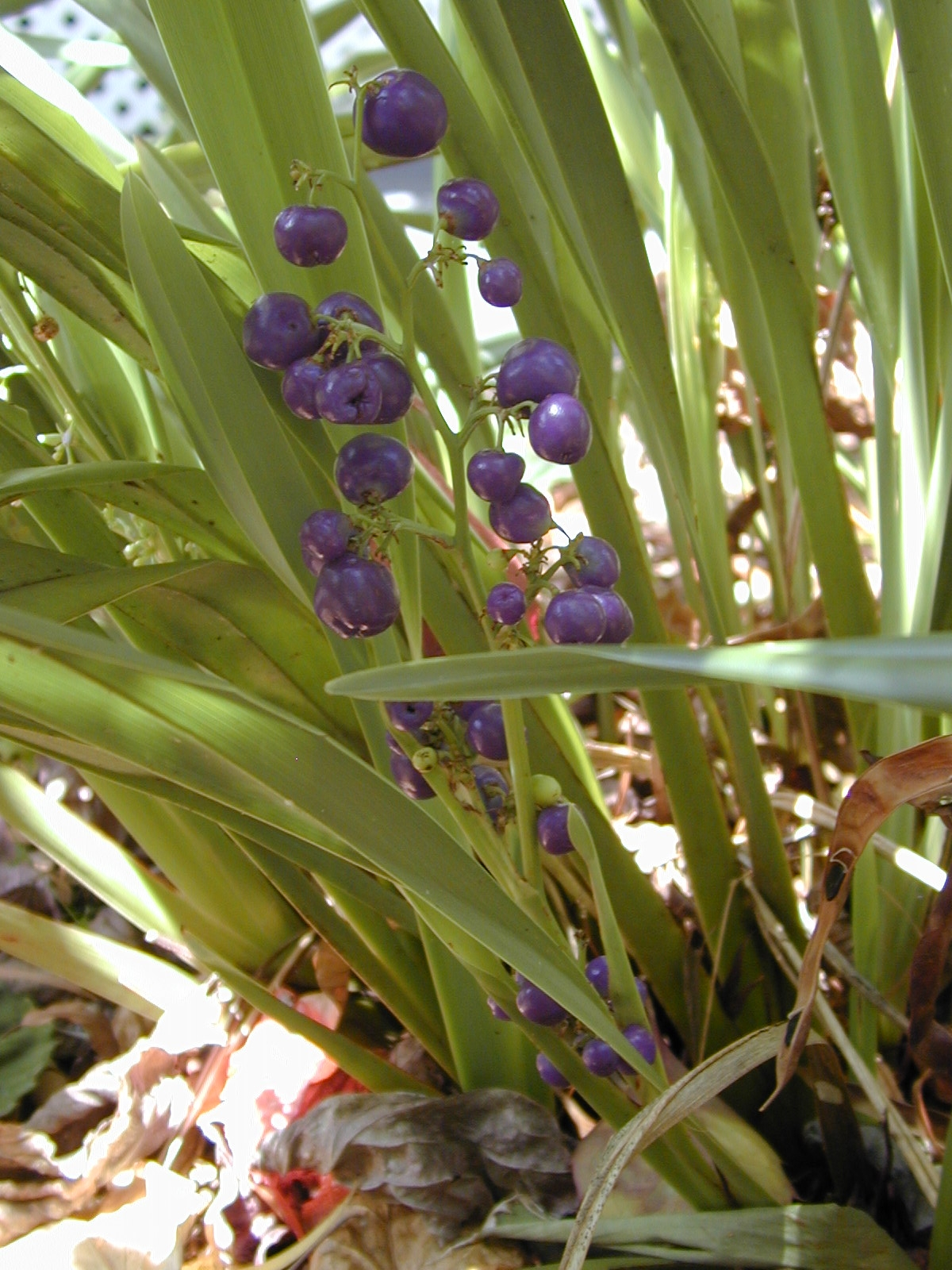
Fruits of Dianella

## Gèneres
Els gèneres llistats a sota són de World Checklist of Selected Plant Families, el qual reconeix 19 gèneres, with the placement in the subfamily based on APWeb a 2010.
- Agrostocrinum F.Muell.
- Arnocrinum Endl.
- Caesia R.Br.
- Corynotheca F.Muell.
- Dianella Lam.
- Eccremis Willd.
- Geitonoplesium A.Cunn.
- Hemerocallis L.
- Hensmania W.Fitzg.
- Herpolirion Hook.f.
- Hodgsoniola F.Muell.
- Johnsonia R.Br.
- Pasithea D.Don
- Phormium J.R.Forst.
- Rhuacophila Blume – sinònim de Dianella
- Stypandra R.Br.
- Simethis Kunth
- Stawellia F.Muell.
- Thelionema R.J.F.Hend.
- Tricoryne R.Br.